# Limnophyes akanundecimus
Limnophyes akanundecimus är en tvåvingeart som beskrevs av Sasa och Kamimura 1987. Limnophyes akanundecimus ingår i släktet Limnophyes och familjen fjädermyggor. Inga underarter finns listade i Catalogue of Life.